# Takumi Minamino
Takumi Minamino (n. 16 ianuarie 1995, Izumisano, Japonia) este un fotbalist japonez, care joacă pe post de mijlocaș la Monaco în Ligue 1. Pe plan internațional, are prezențe la națională pentru Japonia U17⁠(d), Japonia U20⁠(d), Japonia și Japonia U23⁠(d).
În cariera sa, Minamino a evoluat la Cerezo Osaka, FC Red Bull Salzburg și Liverpool FC. Minamino a debutat la echipa națională a Japoniei în anul 2015.

## Statistici
| Japonia | Japonia | Japonia |
| An      | Meciuri | Goluri  |
| ------- | ------- | ------- |
| 2015    | 2       | 0       |
| 2016    | 0       | 0       |
| 2017    | 0       | 0       |
| 2018    | 5       | 4       |
| 2019    | 15      | 7       |
| 2020    | 4       | 1       |
| 2021    | 9       | 4       |
| 2022    | 7       | 1       |
| Total   | 42      | 17      |